# Cryptocarya praetervisa
Cryptocarya praetervisa är en lagerväxtart som beskrevs av M.Gangop., Chakrab. & A.S.Chauhan. Cryptocarya praetervisa ingår i släktet Cryptocarya och familjen lagerväxter. Inga underarter finns listade i Catalogue of Life.